# آمبرسون‌های باشکوه (رمان)
اَمبِرسون‌های باشکوه (انگلیسی: The Magnificent Ambersons) رمانی از بوث تارکینگتن است که در ۱۹۱۸ منتشر شد. فیلم امبرسون‌های باشکوه (۱۹۴۳) اثر اورسن ولز، اقتباسی از این رمان است.

## داستان
خانوادهٔ اشرافی امبرسون سال‌ها است در میدلند آمریکا ساکن هستند. آن‌ها خانواده‌ای ثروتمند و اسم و رسم دارند. تنها نوهٔ این خانواده، جورج، پسری مغرور است که بسیار به ثروت و اسم خانوادهٔ مادری‌اش، یعنی امبرسون‌ها، می‌بالد. اما با ظهور آمریکای نو، آغاز مهاجرت کسانی که جورج اسمشان را «غربتی» گذاشته به آمریکا، و به پول و پله رسیدن این نوکیسه‌ها که با کار و تلاش فراوان پول را به دست می‌آورند و مثل جورج و دیگر اشراف‌زاده‌ها به نشتن و اشرافی «بودن» قانع نیستند، جورج و همراه با او امبرسون‌ها و تمام اشرافی‌های آمریکا با مشکلی جدید مواجه می‌شوند. با از هم پاشیدن این آمریکای قدیمی و انگلیسی مآب و ظهور آمریکای تازه که ملغمه‌ای از همهٔ دنیا است، حالا جورج باید تصمیم بگیرد که آیا هنوز می‌خواهد بنشیند و «چیزی باشد» یا برخیزد و «کاری انجام بدهد».

## استقبال
از این رمان استقبال بسیارخوبی شد و رمان درست در سال بعد از انتشار، یعنی ۱۹۱۹، برندهٔ جایزهٔ پولیتزر شد.

## اقتباس
- ۱۹۲۵: ویتاگراف پیکچرز
- ۱۹۴۲: اورسن ولز
- ۲۰۰۲: کمپانی «ای اند ای»[۴]